# 卡巴内拉什 (米兰德拉)
卡巴内拉什是葡萄牙布拉干萨区的一个堂区。总面积18.6平方公里，总人口421人，人口密度22.6人/平方公里。